# 중재위원회

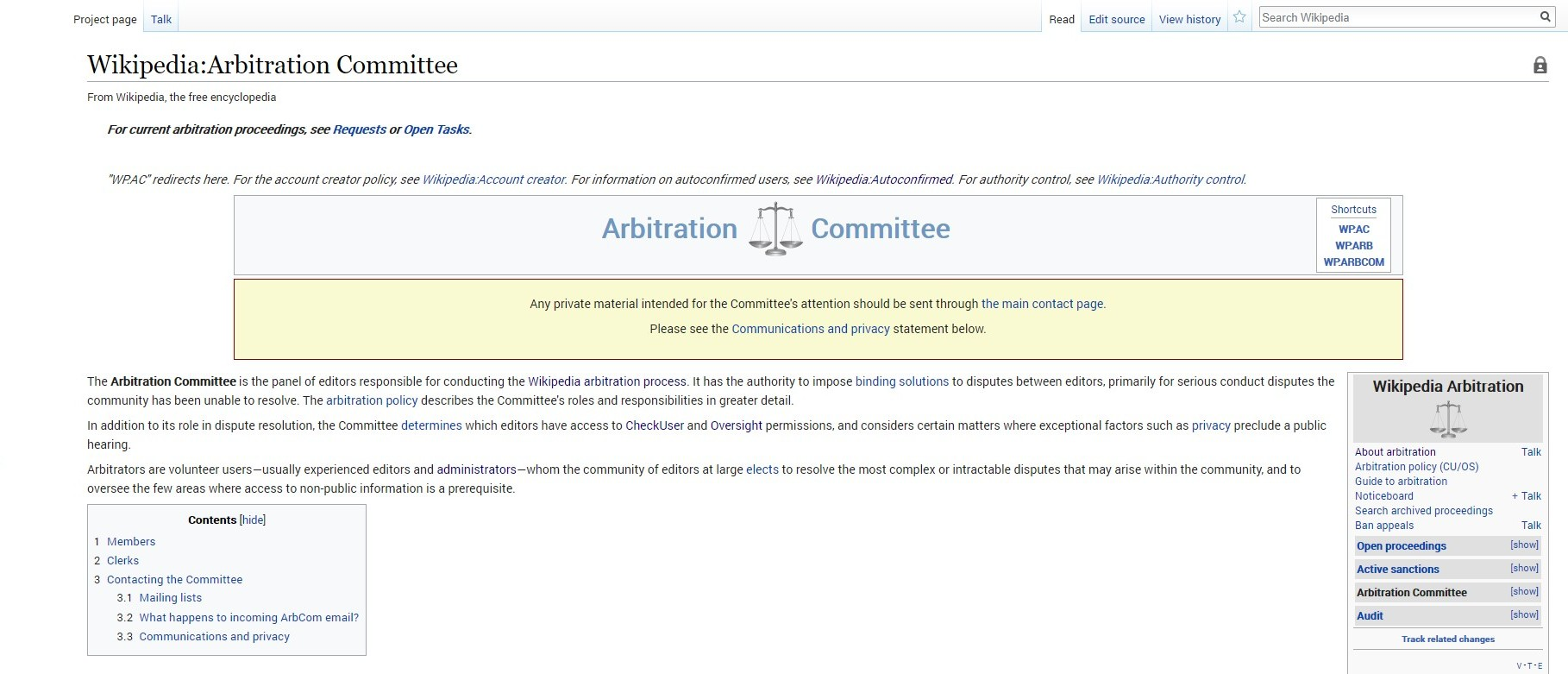
2019년 3월 7일 현재 중재위원회 설명 페이지의 스크린샷

중재위원회는 온라인 백과사전 위키백과의 한 제도로 다른 편집자 간 분쟁을 조정, 중재하는 일종의 편집자 집단을 말하며 이 집단은 커뮤니티의 투표를 통해 선출된다. 중재위원회는 2003년 12월 4일, 지미 웨일스가 위키백과의 소유자로서의 결정 및 제정 권한의 확장으로서 설립되었다. 중재위원회는 대법원처럼 편집자 간 분쟁의 최종 결정 기구로 활동하고 있으며 영어 위키백과의 경우 지금까지 처리한 안건이 설립 이후 7~800 여개 정도 된다. 이러한 활동 특성으로 인해, 중재위원회의 판결 내용은 분쟁 결과의 학술 연구 자료로 검토되기도 하며 위키백과에 관련된 논란에 관련해 각종 미디어에 인용되기도 한다.